# Autorité combinée du nord de la Tyne
The Quadrant, Cobalt Park, Wallsend
L'autorité combinée du nord de la Tyne (en anglais : North of Tyne Combined Authority) est une ancienne autorité combinée qui, entre 2014 et 2024, regroupait la ville de Newcastle upon Tyne, North Tyneside et le Northumberland, dans le nord-est de l'Angleterre, au Royaume-Uni.

## Géographie
Le territoire de l'autorité combinée couvrait 5 210 km2 à l'extrémité nord-est de l'Angleterre, limitrophe de l'Écosse et bordé par la mer du Nord à l'est. Malgré son nom, certaines localités situées au sud de la Tyne, comme Hexham ou Prudhoe, en dépendaient.

## Historique
Le 15 avril 2014, l'« autorité combinée de Durham, Gateshead, Newcastle Upon Tyne, North Tyneside, Northumberland, South Tyneside et Sunderland » est créée en vertu de la loi de 2009 sur la démocratie locale, le développement économique et la construction.
Le 27 avril 2018, les conseils de Newcastle upon Tyne, North Tyneside et du Northumberland votent favorablement pour l'établissement d'une autorité combinée séparée. Celle-ci est créée le 2 novembre suivant à la suite de l'adoption du projet par le Parlement britannique et l'élection du premier maire se tient le 2 mai 2019, en même temps que d'autres élections locales.
Dans un livre blanc, publié en février 2022, le gouvernement britannique annonce son intention de fusionner les autorités combinées voisines du nord de la Tyne et du Nord-Est, qui comprend les collectivités locales de Durham, Gateshead, South Tyneside et Sunderland, pour former une nouvelle autorité combinée qui voit le jour en mai 2024 sous le nom d'autorité combinée du Nord-Est.

## Politique et administration
L'autorité combinée était dirigée par un maire élu au suffrage direct pour un mandat de quatre ans.
| Période         | Période    | Identité       | Étiquette                           | Qualité                          |
| --------------- | ---------- | -------------- | ----------------------------------- | -------------------------------- |
| 4 décembre 2018 | 6 mai 2019 | Norma Redfearn | Parti travailliste                  | Maire de North Tyneside, intérim |
| 6 mai 2019      | 7 mai 2024 | Jamie Driscoll | Parti travailliste puis Indépendant |                                  |

Le siège de l'autorité était situé dans l'immeuble The Quadrant, au sein de Cobalt Park à Wallsend.